# Nemcia reticulata
Nemcia reticulata är en ärtväxtart som först beskrevs av Meissner, och fick sitt nu gällande namn av Karel Domin. Nemcia reticulata ingår i släktet Nemcia och familjen ärtväxter. Inga underarter finns listade i Catalogue of Life.